# Kim Jong-un
Pour les articles homonymes, voir Kim.
Dans ce nom coréen, le nom de famille, Kim, précède le nom personnel.
Kim Jong Un (en chosŏn'gŭl : 김정은 et en hanja : 金正恩, prononcé /kim.d͡zɔŋ.ɯn/), aussi orthographié Kim Jong-eun ou Kim Jong-un selon la norme sud-coréenne, né le 8 janvier 1982 (officiellement) ou 1983 ou 1984 à Wonsan, est un homme d'État nord-coréen, actuel dirigeant suprême de la Corée du Nord, où il occupe les postes de président, puis de secrétaire général du Parti du travail de Corée, de commandant suprême de l'Armée populaire de Corée et de président de la Commission des affaires de l'État. Il dirige un régime autoritaire et dictatorial guidé par le juche, une idéologie collectiviste et nationaliste prônant l'indépendance nationale, le socialisme et l'autosuffisance. Le régime fonctionne selon une logique totalitaire qui a l'un des plus bas niveaux de respect des droits de l'homme au monde.
Successeur de son père Kim Jong-il, qui lui-même avait succédé à son père Kim Il-sung, Kim Jong Un est le troisième représentant de la lignée du mont Paektu.
En 2010, il est nommé général quatre étoiles et vice-président du Comité de la défense nationale.
À la fin de l’année suivante, à la suite de la mort de son père, il est proclamé « commandant suprême » de l'Armée populaire de Corée et prend ses fonctions de président du Parti du travail de Corée. En 2012, il est nommé président du Comité de la défense nationale.
Après avoir appelé à un apaisement avec la Corée du Sud, Kim Jong Un se lance dans une escalade verbale, menaçant de guerre nucléaire ce pays, ainsi que les États-Unis et le Japon. Ces déclarations sont suivies de multiples tests de missiles balistiques intercontinentaux et d'essais de bombe à hydrogène. Mais, début 2018, il amorce une détente vis-à-vis de ses ennemis historiques. Il rencontre le président sud-coréen Moon Jae-in pour un sommet historique au cours duquel les deux Corées manifestent leur volonté de réconciliation, puis, fait inédit, rencontre le président américain Donald Trump à Singapour.
En août 2019, une réforme de la constitution entre en vigueur et il devient le chef de l'État officiel de Corée du Nord. En janvier 2021, il est nommé secrétaire général du Parti du travail de Corée, remplaçant ainsi son père.

## Enfance et adolescence

### Naissance et enfance
Kim Jong Un est né en 1983 (ou 1984,,). Cependant, le régime nord-coréen indiquerait l'année 1982, qui coïnciderait avec l'année de naissance de son grand-père Kim Il-sung, né en 1912, et celle de son père Kim Jong-il, en 1942. Ce procédé a déjà été utilisé avec Kim Jong-il, né en 1941, mais dont la biographie officielle mentionne 1942. Kim Jong Un est le fils de Kim Jong-il et de Ko Young-hee, née à Osaka en juin 1953, qui arrive en Corée du Nord en 1961 avec sa famille, dans le cadre d'un programme de rapatriement de masse des résidents coréens du Japon.
La propagande officielle prétend qu'il est né dans la villa de Kim Jong-il, à Samjiyŏn, au pied du mont Paektu, lieu historique considéré comme sacré par les Nord-Coréens. D'autres sources prétendent qu'il aurait vu le jour à Changsong, dans la province du Pyongan du Nord, ou à Wonsan, dans la province de Kangwon ou encore dans la province de Chagang.
Il passe son enfance dans une maison au centre de Pyongyang, entouré de domestiques, de gardes du corps et de milliers de jouets. Selon les médias nord-coréens, il apprend à conduire dès l'âge de trois ans,. Dans les jardins de la résidence, il est au volant d'une Mercedes-Benz, équipée de pédales et d’un siège spécialement adaptés.
Le 12 mai 1991, il se rend au Japon en utilisant un vrai passeport brésilien avec une fausse identité (« Joseph Pak »)
pour visiter, avec sa mère, Tokyo Disneyland, (Kim Jong-un est en effet un grand passionné de dessins animés Walt Disney). Il ne séjourne que onze jours sur le territoire nippon. En 1994, il voyage en Europe.

### Études en Suisse
Kim Jong Un étudie de 1996 à 1998 à l'International School of Berne (en), à Gümligen, dans le canton de Berne en Suisse, où son frère Kim Jong-chol est scolarisé depuis 1992 sous le nom de Pak Chol,. De 1998 à 2000, Kim Jong Un est élève de 7e, de 8e puis de 9e (soit 5e, 4e et 3e dans le système scolaire français) à l'école publique de Liebefeld, sous l'identité de Pak Un.
Il obtient de bons résultats en mathématiques et en arts plastiques mais il se distingue surtout par ses talents de joueur de basketball. Il se passionne pour les matchs de la NBA, admire Michael Jordan, et montre avec fierté des photographies où il pose en compagnie de Toni Kukoč des Bulls de Chicago et de Kobe Bryant des Lakers de Los Angeles[réf. nécessaire]. Il possède plusieurs paires de baskets Nike d'une valeur de 200 $ la paire. Il apprécie par ailleurs les films d’action de Jean-Claude Van Damme et de Jackie Chan. Pendant tout son séjour en Suisse, il est placé sous la surveillance de Ri Tcheul, né en 1940, représentant permanent de la Corée du Nord auprès des agences de l'ONU à Genève et ambassadeur à Berne de 1988 à 2001, un homme de confiance de Kim Jong-il, chargé notamment de recruter des médecins français et de gérer la fortune placée à l'étranger par le régime,. Selon les médias sud-coréens, le fils de Kim Jong-il ne quitte guère son domicile, un appartement sur deux étages au 10, Kirchstraße à Liebefeld,, afin de ne pas « succomber à l’influence du capitalisme ». Il est toujours entouré de deux femmes qui s’occupent de lui et d’un homme qui lui sert de chauffeur. Il interrompt ses études en Suisse sans avoir obtenu de diplôme,.

### Retour en Corée du Nord
De retour en Corée du Nord, il reçoit l'enseignement de Kang Sok-sung, directeur de l'Institut d'histoire du Parti du travail de Corée mort le 11 mai 2001. De 2002 à 2007, il suit la formation de trois ans des officiers d'infanterie à l'Académie militaire Kim-Il-sung à Pyongyang et un programme de recherche de deux ans à l'école d'artillerie,,. À l'université, il dispose de professeurs particuliers et n'a pas de contact avec les autres étudiants. Il aurait enfin reçu des leçons d'informatique d'un « brillant » diplômé de l'université Paris-X qui dirigeait le département d'informatique de l'université de technologie Kim Chaek à Pyongyang.
Durant cette période, il eut comme petite amie Hyon Song-wol, la chanteuse de Pochonbo Electronic Ensemble,,.

## Prétendant au pouvoir
La question de la succession est évoquée depuis au moins 2004, lorsque Kim Jong Un et son frère Kim Jong-chol accompagnent Kim Jong-il dans ses inspections d'installations militaires. Le 27 janvier 2005, la radio d'État nord-coréenne rapporte que Kim Jong-il veut respecter les instructions de son père Kim Il-sung selon lesquelles la révolution devait être conduite par son fils puis par son petit-fils,. En 2006, des badges à l’effigie de Kim Jong Un sont distribués aux officiels et aux haut gradés de l’armée,, et la même année, il dirige la construction de l'université de musique de Pyongyang[réf. nécessaire]. En 2007, il aurait été affecté soit au département administratif du Parti du Travail de Corée, soit au Bureau politique général de l'armée populaire de Corée. Les préparatifs s'accélèrent après que Kim Jong-il a été victime d'un accident vasculaire cérébral (AVC) en août 2008. Le 8 janvier 2009, celui-ci annonce aux dirigeants du parti qu'il avait choisi Kim Jong-un pour successeur,,. Le 26 avril 2009, lors d'une tournée d'inspection au Wonsan, Kim Jong-il exige que les cadres du parti de Wonsan lui demandent de prendre soin de Kim Jong-un. Le 25 mai 2009, il informe les responsables de l'Armée populaire de Corée, le præsidium de l'Assemblée populaire suprême, les ministres et les diplomates nord-coréens en poste à l'étranger que son plus jeune fils lui succéderait,,. Kim Jong-il leur demande « de promettre fidélité » à Kim Jong Un,.

### Début de carrière
Dès lors, la carrière de celui-ci progresse rapidement. Directeur et auteur de la Société de production de littérature du 15 avril (Chosongul : 4•15문학창작단 단장), il est élu à l'Assemblée populaire suprême le 8 mars 2009 dans la 216e circonscription électorale située dans le Pyongan du Nord en référence à la date de naissance de son père né un 16 février (2•16), mais l'information est gardée secrète jusqu'en juin 2010
,,,,. En mars 2009,,,, (selon d'autres sources fin 2009), il est en outre placé à la tête du département de la Sécurité d'État,,. Nommé en avril 2009 au Comité de la défense nationale de la RPDC, et directeur adjoint du département administratif du parti, il est élu par l'armée délégué au Congrès du Parti du Travail de Corée le 25 août 2010 et promu général quatre étoiles (대장 Daejang) le 27 septembre 2010,. Le 28 septembre 2010 il est élu membre du comité central du Parti du Travail de Corée et vice-président de la Commission centrale militaire. Des photographies de lui sont alors publiées dans la presse. La première apparition publique de Kim Jong Un a lieu lors d'un défilé militaire organisé en l'honneur du 65e anniversaire de la fondation du Parti du Travail de Corée, à Pyongyang, le 10 octobre 2010,. Sa sœur, l'époux de cette dernière, et leur père Kim Jong-il sont également présents lors de ce rassemblement.

### Vice-président du Comité de la défense nationale
Depuis le 10 février 2011, il est vice-président du Comité de la défense nationale de la RPDC,,,, « l’organe suprême du pouvoir d’État pour la direction de la défense nationale » d'après l'article 106 de la constitution nord-coréenne.
La presse sud-coréenne rapporte que, pour essayer d'affermir sa position politique, Kim Jong Un fait arrêter en Corée du Nord des proches de son demi-frère Kim Jong-nam puis essaye de faire assassiner ce dernier en juin 2009, à Macao. Cette dernière opération aurait été déjouée par les services de sécurité chinois,. Kim Jong-nam dément par la suite publiquement l'information,. Selon plusieurs experts, il est le commanditaire de la cyberattaque contre plusieurs sites internet sud-coréens le 7 juillet 2009, du torpillage du Cheonan, un navire de guerre sud-coréen, le 26 mars 2010,,,,,, et du bombardement de l'île sud-coréenne de Yeonpyeong le 23 novembre 2010,. Ces actes auraient été commis avec le soutien de son père dans le but d'asseoir la légitimité de Kim Jong Un dans l'armée. En août 2010, il accompagne son père en Chine pour rencontrer le président Hu Jintao,,,. Le 11 octobre 2010, il se tient aux côtés de Kim Jong-il lors de l'entretien avec Zhou Yongkang poids lourd du bureau politique chinois en visite en Corée du Nord à l'occasion du 65e anniversaire du Parti du Travail de Corée. En novembre 2010, son nom venant juste après celui de son père sur la liste de la commission chargée de l'organisation des funérailles de Jo Myong-rok (1928-2010), il fait figure de numéro 2 du régime. En janvier 2011, Kim Jong Un aurait personnellement supervisé l'exécution du directeur adjoint du département de la sécurité d'État, Ryu Kyong et la purge d'une centaine de partisans de celui-ci,,,. En mai 2011, il se rend de nouveau en Chine[réf. nécessaire], et en septembre 2011, il participe aux discussions avec le président laotien Choummaly Sayasone à Pyongyang. Selon Goodfriends, une association de défense des droits de l’Homme en Corée du Nord, Kim Jong Un prend les rênes du régime nord-coréen dès octobre 2011.

### Autres mandats
Il est dirigeant du Département Organisation et Orientation de 2012 à 2017 comme l'ont été son père Kim Jong-il (de 1974 à 2011), et grand-père Kim Il-sung (de 1948 à 1952).

## Dirigeant suprême de la Corée du Nord

### Accession au pouvoir suprême
Avant même l'annonce du décès de Kim Jong-il survenue le 17 décembre 2011, Kim Jong Un donne son premier ordre aux militaires en les plaçant en alerte dans leur caserne.
Ce dernier se met en avant lors des obsèques de son père. Le 19 décembre 2011, il est nommé à la tête de la commission d'organisation des funérailles. Le 20 décembre 2011, aux côtés de plusieurs dirigeants du régime, il se rend au mausolée de Kumsusan pour rendre publiquement hommage au corps de son père,. Il vient saluer une deuxième fois la dépouille de Kim Jong-il le 23 décembre, puis le 24, et encore le 27. Enfin, le 28 décembre 2011, lors de la cérémonie officielle, il est placé en tête et à droite de la limousine noire qui transporte le corps de son père à travers Pyongyang.

### Débuts à la tête du pays

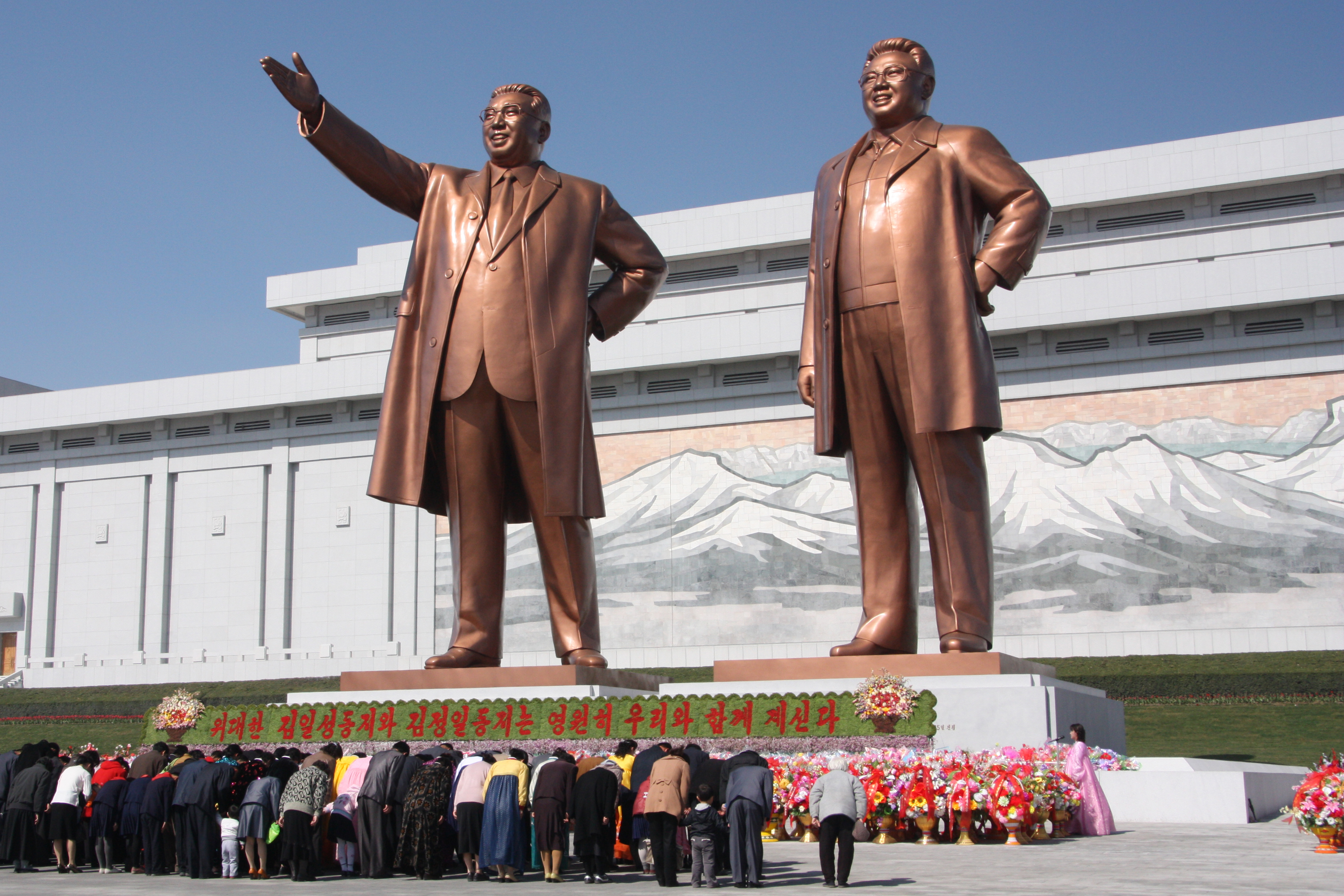
Statues de Kim Il-sung et de Kim Jong-il sur la place de Mansudae à Pyongyang, en 2012.

Parallèlement, il se fait attribuer les fonctions qui étaient celles du défunt. Le Rodong Sinmun le qualifie le 24 décembre 2011 de « commandant suprême » de l'armée,,, le 26 décembre 2011, ce même journal le présente comme le « chef du comité central ». Le 30 décembre 2011, le Bureau politique du Parti du Travail de Corée le nomme officiellement commandant suprême de l’Armée populaire de Corée conformément aux recommandations données le 8 octobre 2011 par Kim Jong-il. Pour sa première sortie officielle, il inspecte, le 1er janvier 2012, la 105e division cuirassée des gardes de l'APC « Seoul Ryu Kyong Su », l'unité que Kim Il-sung et Kim Jong-il avaient le plus inspectée.
Néanmoins, les analystes considèrent que, du fait de son jeune âge, des membres de la proche famille devraient assurer un rôle de « régents » auprès de lui. Au nombre de ces membres, on compte sa tante Kim Kyong-hui, sœur de Kim Jong-Il née le 30 mai 1946, membre du comité central depuis 1988, membre du bureau politique du Parti du Travail de Corée depuis le 28 septembre 2010, général quatre étoiles depuis le 27 septembre 2010, et le mari de celle-ci, Jang Song-taek, né le 22 janvier ou février (selon certaines sources) 1946 et mort exécuté le 12 décembre sur ordre de Kim Jong-un, membre du comité central du Parti du Travail de Corée depuis décembre 1992[réf. nécessaire], directeur du département administratif du comité central du Parti du Travail de Corée à partir de décembre 2007, vice-président du Comité national de défense depuis le 7 juin 2010.

### Affirmation de son autorité et purges
Le 1er janvier 2013, Kim Jong Un a formulé le vœu de la fin de la confrontation avec la Corée du Sud et un « virage radical » permettant l'émergence d'un « géant économique », tout en réaffirmant les ambitions militaires de l'État. « Pour mettre fin à la division du pays et parvenir à sa réunification, il est important de cesser la confrontation entre le Nord et le Sud », a annoncé Kim Jong Un dans un communiqué diffusé par la télévision d'État. « La puissance militaire d'un pays représente sa force nationale. Il ne peut se développer qu'à la seule condition de bâtir sa puissance militaire dans tous les domaines » a-t-il continué en reprenant la rhétorique historique de l'idéologie du Juche.
En 2013, Kim Jong Un met en place la politique du Byongjin (en français double-poussée, ou plus rarement progrès en tandem) devant permettre à la fois le développement économique et le développement de l'arme nucléaire en Corée du Nord,,. Cette politique succède à celle du songun (« l'armée d'abord ») engagée par son père Kim Jong-Il. Cette politique s'inscrit dans l'idéologie de l’État Nord-coréen du Juche (basée sur l'indépendance avec l'autonomie militaire, l'autosuffisance économique et l'indépendance politique).

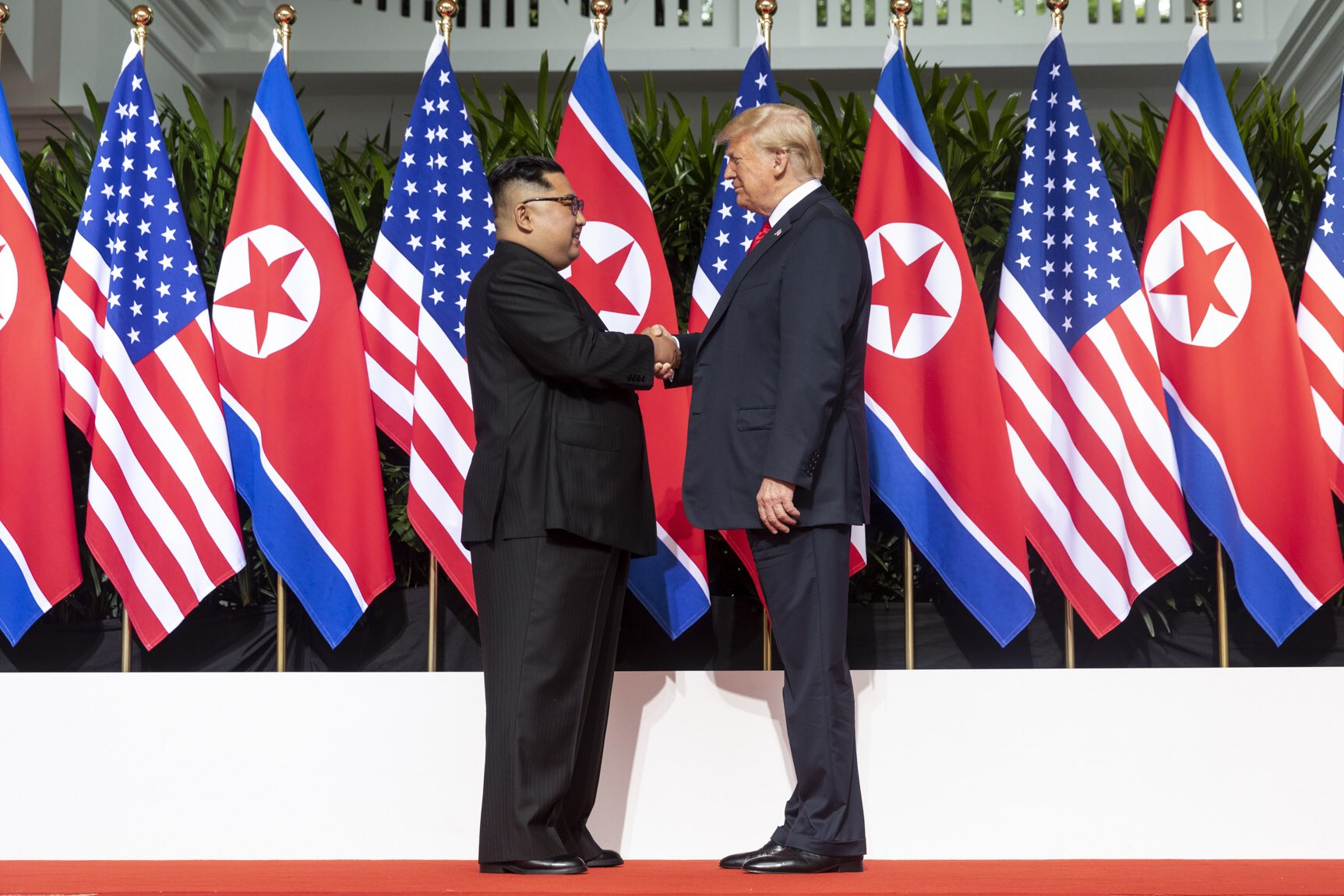
Kim Jong-un et Donald Trump le 12 juin 2018.

En décembre 2013, la mise à l'écart de Jang Song-taek, puis son exécution — des médias ont annoncé qu'il aurait été dévoré par des chiens mais cela demeure peu crédible —, sont analysées comme étant le parachèvement de la transition politique entre la direction de Kim Jong-il et celle de Kim Jong Un et de sa mainmise sur le pouvoir,.

### Apparente disparition en 2014
Début octobre 2014, alors que Kim Jong Un n'a plus été vu en public depuis un mois (probablement pour ne pas paraître affaibli après une opération des tendons d'Achille liée à son surpoids), la presse fait état de contacts informels entre le numéro deux du régime Hwang Pyong-so et Ryoo Kihl-jae ministre de l'unification en Corée du Sud à l'occasion de la cérémonie de clôture des Jeux asiatiques à Incheon.

### Rapprochement avec les États-Unis
L'arrivée au pouvoir de Donald Trump à la présidence des États-Unis crispe, à travers plusieurs polémiques et provocations, les relations américano-nord-coréennes, faisant craindre un conflit nucléaire. Début mars 2018, le leader nord-coréen propose au chef d'État américain une rencontre où seraient notamment négociés les différends liés au nucléaire, ce que le président des États-Unis accepte, à la surprise générale. Cette réunion a lieu en juin de la même année.
Avant cette rencontre avec le président américain Donald Trump, en mars 2018 Kim Jong-Un rencontre Xi Jinping le représentant de la Chine. D'autre part, la Corée du Sud, dans un contexte de réchauffement des relations internationales entre la Corée du Nord et la Corée du Sud, a organisé un sommet inter-coréen en avril 2018. Une rencontre a eu lieu entre Kim Jong Un et Donald Trump une première fois en juin 2018, puis une seconde fois en février 2019 à Hanoï.
Les rencontres de haut niveau entre la Corée du Nord et d'autres puissances (Chine, Russie, Corée du Sud, États-Unis) en 2018-2019 ont continué.

### Apparente disparition en 2020
Le 21 avril 2020, la chaîne de télévision américaine CNN et le média numérique DailyNK annoncent que Kim Jong Un serait « dans un état grave » à la suite d'une opération chirurgicale cardiaque, le 12 avril 2020, due à de graves problèmes de santé. Il avait manqué la commémoration de l'anniversaire de son grand-père le 15 avril, ce qui avait déjà soulevé des spéculations sur son état de santé. Le dirigeant avait été vu quatre jours auparavant pour la dernière fois lors d'une réunion du gouvernement à Pyongyang,. Ces spéculations sont vivement critiquées par divers experts sur la Corée du Nord. Le gouvernement sud-coréen soutient qu'il n'a observé aucun signe anormal pouvant confirmer les propos de CNN et de DailyNK. Le 25 avril 2020, citant des sources chinoises et japonaises, le magazine américain TMZ annonce qu'il serait décédé des suites de l'échec d'une opération cardiaque. Le même jour, le quotidien sud-coréen Dong-a Ilbo affirme que Kim Jong Un se serait écarté temporairement de Pyongyang après l'infection au Covid-19 de plusieurs membres de haut rang du régime. Reuters affirme que la Chine a également envoyé des experts dont des médecins au pays. Le 2 mai 2020, après avoir disparu des radars pendant 21 jours, Kim Jong Un réapparaît en public lors de l'inauguration d'une usine d'engrais, aux côtés de sa sœur Kim Yo-jong. L'éventualité de sa mort est relancée à la fin du mois de mai 2020, car des travaux sont en cours sur la place Kim Il-sung à Pyongyang, haut-lieu symbolique du pouvoir nord-coréen, un évènement très rare dont le précédent remonte à la mort de Kim-Jong-il. Le fait que les portraits de Kim Jong-Il et Kim-Il Sung aient été retirés à l'occasion de ces travaux interroge également. Certains spécialistes du pays pensent alors que ces rénovations majeures sont dues à l'ajout prochain de la statue et du portrait de Kim Jong Un, et à l'annonce de son décès. Il réapparaît cependant publiquement à Pyongyang, le 23 mai 2020.

### Tensions avec la Corée du Sud

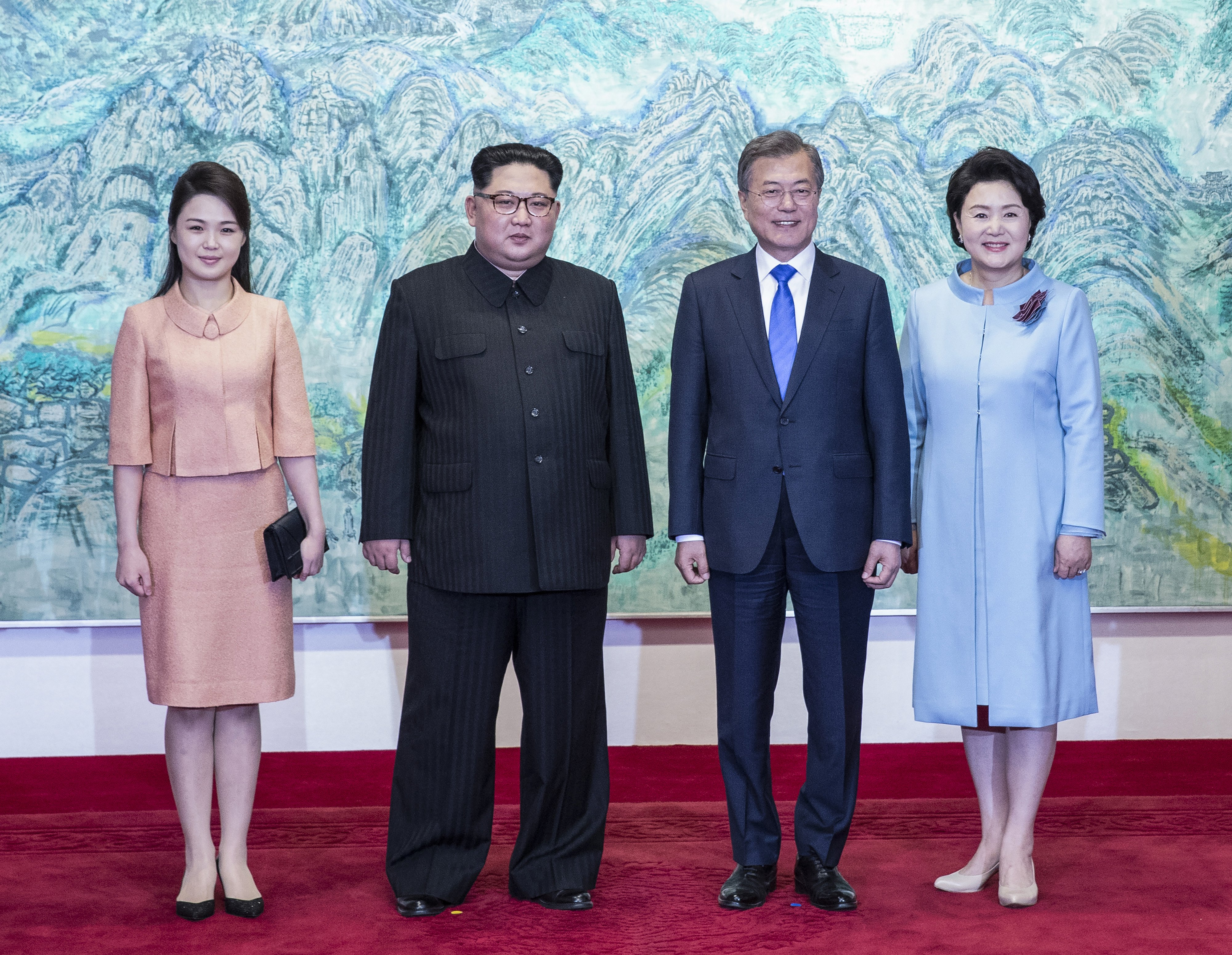
Ri Sol-ju, Kim Jong-un, Moon Jae-in et Kim Jung-sook au sommet inter-coréen d'avril 2018.

Au début du mois de juin 2020, Pyongyang multiplie les attaques verbales contre la Corée du Sud, notamment contre les transfuges nord-coréens qui, depuis le Sud, envoient au Nord des tracts de propagande « anti Kim Jong Un » par-delà la zone démilitarisée. Un peu plus tôt, la Corée du Nord a fait fermer complètement les canaux de communication avec le Sud, après avoir mis en demeure Séoul de faire cesser l’envoi par des transfuges nord-coréens de ballons de tracts « de propagande ».
Le 16 juin 2020, le porte-parole du ministère chargé des Relations entre les deux Corées annonce que « la Corée du Nord a fait exploser le bureau de liaison de Kaesong ». Kim Yo-jong, directrice adjointe du département Propagande et Agitation du Parti du travail de Corée, avait déclaré la veille : « Dans peu de temps, l'inutile bureau de liaison entre le Nord et le Sud sera complètement détruit au cours d'une scène tragique » . Ce dernier avait été ouvert en septembre 2018, dans le but d'établir des relations cordiales entre les deux pays. Ce même 16 juin, l'agence officielle nord-coréenne déclare que « l’armée est totalement prête à agir contre la Corée du Sud ». Pour sa part, le Conseil de sécurité nationale sud-coréen répond alors que le pays « réagira fortement » si le Nord continue d'aggraver la situation. La situation se pacifie dans les jours qui suivent entre les deux pays,. Le 25 septembre 2020, Kim Jong Un présente ses excuses à la Corée du Sud et se dit « profondément désolé d'avoir déçu le président Moon Jae-in », après que des soldats nord-coréens aient abattu puis brûlé la veille un militaire sud-coréen qui s'était égaré au large des côtes de Pyongyang. En août 2022, Un tribunal de Séoul condamne  Kim Jong-un a verser plus de 134 000 euros de dommages et intérêts à neuf Sud-Coréens pour les agissements de son père en 2002. Cette année-là, un conflit autour des frontières maritimes séparant les deux Corées avait entraîné la mort de six Sud-Coréens et treize Nord-Coréens.

### Politique de dissuasion militaire
Le 10 octobre 2020, à l'occasion du 75e anniversaire de la fondation du Parti du travail de Corée par Kim Il-sung, un défilé militaire d'envergure a lieu à Pyongyang. Le chef de l’État remercie alors le peuple d'être « en bonne santé et d'avoir évité le virus malfaisant », tout en souhaitant « une bonne santé à toutes les personnes dans le monde qui se battent contre les maux du Covid-19 », en terminant par déclarer qu'il n'y avait eu aucun cas de SARS-CoV-2 dans son pays. Pour la première fois, la parade militaire se tient de nuit et plus de 32 000 soldats ont défilé dans de nouveaux uniformes. En clôture de ce défilé, un nouveau missile balistique intercontinental est présenté à la foule en plusieurs exemplaires. Chacun des missiles était tracté sur un véhicule à 11 essieux. Une célèbre ONG américaine scrutant les risques liés au nucléaire a alors estimé qu'il s'agissait du « plus gros missile mobile à combustion liquide jamais vu à ce jour ». Les États-Unis ont qualifié cette « surprise » promise depuis l'année dernière par le régime nord-coréen de « décevante ». Kim Jong Un a néanmoins réaffirmé que son pays allait continuer à s'armer et à poursuivre son programme nucléaire, « afin de pouvoir faire face à toute menace éventuelle pour notre nation dans le monde ». Fait rare, le dirigeant nord-coréen a pleuré pendant qu'il prononçait son discours, déclarant : « Notre peuple a placé toute sa confiance en moi, aussi haute que le ciel et aussi profonde que la mer, mais je n’ai pas toujours été à la hauteur. J'en suis profondément désolé », a-t-il déclaré, tout en essuyant ses yeux larmoyants, signe d'après les experts d'une « grande pression sur ses épaules ».

### 8econgrès du Parti du travail
Le 6 janvier 2021, Kim Jong Un convoque le huitième congrès du Parti du travail de Corée, à Pyongyang. Ce congrès est le premier en cinq ans et seulement le huitième de l’histoire de la Corée du Nord. Il est organisé deux semaines avant l’entrée en fonction comme président des États-Unis Joe Biden alors que les relations avec les États-Unis sont dans l’impasse. L'évènement se tient en présence de 7 000 délégués et participants, selon les photos diffusées par l’organe du parti, Rodong Sinmun. Au cours du congrès, Kim Jong Un fait le constat de l’échec du plan quinquennal de développement économique, adopté lors du dernier congrès, déclarant que ses résultats étaient « très en deçà de nos objectifs dans presque tous les domaines ». Il réintroduit également les références au communisme et au marxisme-léninisme qui avaient été supprimées par son père lors de la révision constitutionnelle de 2009 et remplace la notion de songun (priorité à l'armée) par une politique de « priorité au peuple ». Le 14 janvier, un défilé militaire d'envergure se déroule dans la capitale, clôturant le congrès du parti. À cette occasion, un nouveau missile est présenté à la foule ; nommé « Pukguksong-5, », ce missile démontrerait, selon les autorités nord-coréennes, « la puissance des forces armées révolutionnaires ».
Au terme du congrès, il est nommé à l'unanimité secrétaire général du Parti du travail de Corée ; selon les analystes, il s'agit d'une façon de réaffirmer son pouvoir face à une situation économique et politique qui se détériore,.
Sur le plan économique il favorise l'essor du secteur privé. De nombreuses fermes collectives ont été démantelées et leurs terres redistribuées à des particuliers sous le vocable d'"unité de travail basée sur la famille". Les dirigeants d'usines ont reçu l'autorisation de rechercher leurs propres fournisseurs et clients plutôt que de produire uniquement pour l’État. Enfin, le secteur privé pourrait désormais, en 2017, représenter jusqu'à la moitié du PIB nord-coréen.

## Culte de la personnalité
Kim Jong Un est resté longtemps méconnu en Corée du Nord. Pour lui permettre d'accéder au pouvoir, un culte de la personnalité a été mis en place par la propagande. Ainsi le titre de « brillant camarade » (영명한 동지) (yeongmyeonghan dongji) lui a-t-il été décerné, puis de 2008 à 2010, celui de « jeune général » et, après la mort de son père, il est présenté le 19 décembre 2011 par l'agence de presse nord-coréenne KCNA comme une personnalité exceptionnelle : « À l'avant-garde de la révolution coréenne se trouve à présent Kim Jong Un, grand successeur de la cause révolutionnaire du Juche et chef remarquable de notre Parti, de notre armée et de notre peuple »,.
Une chanson intitulée Du même pas (발걸음, Balgeoleum) écrite en son honneur par le compositeur Ri Jong-o et jouée pour la première fois le 8 janvier 1992 a été largement diffusée à partir de février 2009 et interprétée par un chœur du théâtre provincial de la province de Hwanghae du Nord en présence de Kim Jong-il le 9 octobre 2009. En mai 2009, la propagande officielle présente le lancement du missile longue portée « Kwangmyungsung 2 » le 5 avril 2009 (en violation de la résolution 1718 du Conseil de Sécurité de l'ONU adoptée le 15 juillet 2006) et l'essai nucléaire du 25 mai 2009 comme ses réussites personnelles[réf. nécessaire].
En décembre 2009, une publication intitulée « La Grandeur du respecté général Kim Jong Un » est distribuée aux responsables du Parti des travailleurs de Corée[réf. nécessaire]. Depuis 2010, le 9 janvier, date de son anniversaire, est célébré en Corée du Nord,. En septembre 2011, un film à son sujet (Un an sous le drapeau du leader suprême) est projeté aux militaires. Des plaques sont apposées pour commémorer son passage en certains lieux (usines, unités militaires, écoles) visités en compagnie de son père.
L'édition du 22 décembre 2011 du Rodong Sinmun, le journal du Parti, consacre sa une à un éditorial intitulé « le grand camarade Kim Jong Un vivra éternellement dans le cœur de nos militaires et de notre peuple ». Le 3 janvier 2012, une manifestation de soutien à sa personne réunit plusieurs dizaines de milliers de Nord-Coréens à Pyongyang[réf. nécessaire]. À l'occasion de son anniversaire, la télévision d'État nord-coréenne diffuse le 8 janvier 2012 un documentaire à sa gloire où il apparaît aux commandes d'un tank de la 105e Division Blindée Ryu Kyong Su et donnant des ordres à des soldats des armées de l'air, de terre et de la marine pendant que le commentaire précise « notre grand général Kim Jong-il (…) l'appelait le génie des génies en science militaire ». Il aurait rédigé sa première thèse en stratégie militaire à l'âge de 16 ans.

## Voyages à l'étranger
Kim Jong Un a effectué neuf voyages à l'étranger depuis qu'il a pris ses fonctions de chef suprême de la Corée du Nord. Kim s'est rendu en Chine à quatre reprises pour rencontrer le président chinois Xi Jinping, une fois à Singapour et au Vietnam lors de rencontre avec le président américain Donald Trump, deux fois en Corée du Sud lors d'une rencontre avec le président sud-coréen Moon Jae-in lors d'un sommet intercoréen, puis une autre fois lors d'un sommet conjoint avec Donald Trump et Moon Jae-in et une fois en Russie dans la ville de Vladivostok avec le président russe Vladimir Poutine.
Kim Jong Un a rencontré conjointement le Président de la République de Corée Moon Jae-in et le Président des États-Unis Donald Trump à Panmunjeom coté sud-coréen lors d'un sommet le 30 juin 2019.

## Vie privée
Il parlerait anglais, français et allemand et serait féru d'informatique.

### Parents

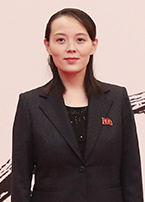
Kim Yo-jong, sœur et proche conseillère de Kim Jong-un.

Kim Jong Un est le fils le plus jeune et le préféré de Kim Jong-il. Sa mère, Ko Young-hee, née en juin 1953 à Osaka, au Japon, retournée en Corée du Nord en mai 1961, diplômée de l'université de musique et de danse de Pyongyang en 1970, danseuse dans la Troupe d'Art de Mansudae en 1971, est décédée d'un cancer du sein à l'Institut Gustave-Roussy de Villejuif en mai 2004,. Kim Jong-un est le frère de Kim Jong-chol (né le 25 septembre 1981) et de Kim Yo-jong (née en 1987,), le demi-frère de Kim Jong-nam (né le 10 mai 1971, assassiné le 13 février 2017) et de Kim Sul-song (née en 1974,).
Kenji Fujimoto qui a été le cuisinier japonais attitré de Kim Jong-il de 1988 à 2001 décrit Kim Jong-un comme « fait du même bois que son père, son portrait craché, en ce qui concerne le visage, la corpulence et la personnalité ». Mais Kim Jong Un cultive surtout sa ressemblance physique avec son grand-père Kim Il-sung, en imitant ses gestes et sa démarche, en adoptant la même coupe de cheveux que lui et en s'habillant en costume Mao noir,. La presse sud-coréenne prétend qu'il aurait eu recours entre 2007 et 2010 à six opérations chirurgicales pour accentuer la ressemblance,,,,.

### Vie maritale

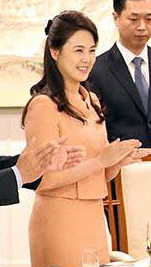
Ri Sol-ju, épouse de Kim Jong-un depuis 2009.

La chanteuse Hyon Song-wol et Kim Jong Un auraient vécu ensemble avant d'être séparés par Kim Jong-Il, le père de l'actuel dirigeant nord-coréen
. Par la suite, Kim Jong-un s'est fiancé en 2008 puis marié en 2010 à Ri Sol-ju, une jeune femme originaire de Chongjin, diplômée en 2010 de l'université Kim Il-sung de Pyongyang, née en 1981 et dont l'identité est alors tenue secrète. Le beau-père serait professeur d'université et la belle-mère, gynécologue. Le couple aurait plusieurs enfants,,. Le 25 juillet 2012, les médias officiels nord-coréens annoncent le mariage avec Ri Sol-ju après des apparitions en public du couple au cours des semaines précédentes,. À partir de novembre 2022, il s'affiche aux côtés de sa fille Kim Ju-ae, née vers 2012-2013 et qui serait sa deuxième fille,.

### Santé
Le grand-père et le père de Kim Jong-un sont morts de troubles cardiaques. Ces caractéristiques familiales et son obésité alimentent les spéculations sur sa santé.
Kim Jong-un aurait été victime d'un accident de la route en août 2008,, et souffrirait, comme son père, de diabète et d'hypertension,. Il serait fumeur et amateur de whisky depuis l'âge de 15 ans,.
En 2016, il pèserait environ 90 kg et mesurerait près de 175 cm,,. En 2020, devenu obèse, son poids est estimé à 140 kg, il parait « fatigué et bouffi » ce qui contribue à alimenter les commentaires sur sa santé. Puis en juin 2021, après un mois d'absence, il apparait amaigri sans qu'aucune explication ne soit donnée aux observateurs. En 2023, il est vu avec un bouton sur sa joue gauche — certains émettent l'hypothèse d'une verrue ou encore de l'acné comme résultat d'une perturbation hormonale —, ce qui, couplé à ses cernes, pourrait être le signe de fatigue, a fortiori d'une déterioration de sa santé, possiblement imputable à une consommation d'alcool fort pour pallier le stress,.

## Filmographie
- Dans la peau de Kim Jong-un, documentaire de 61 minutes diffusé sur Arte en 2014[256].
- L'Interview qui tue !, film américain parodique centré sur Kim Jong Un et sa mort, dont la diffusion a suscité une vive réaction du régime nord-coréen.
- Kim Kong, minisérie de télévision en 3 épisodes diffusés sur Arte le 14 septembre 2017, dont le personnage du « gouverneur » est largement inspiré par Kim Jong Un.

## Distinctions
- Grand-croix de l'ordre national du Mérite de la République de Guinée.